# 丘德尼夫区
丘德尼夫区（烏克蘭語：Чуднівський район），原乌克兰日托米尔州的一个区，位于该州中部。总面积1037平方公里，总人口36,813（2011年）。行政中心位于丘德尼夫市。
该区在2020年7月18日的乌克兰行政区划改革中被撤销，改革后日托米爾州下分为4个区。丘德尼夫区合并至日托米爾區。